# Mupirocin
Mupirocin, som bland annat säljs under varumärket Bactroban, är ett antibiotikum med bred verkan som hämmar syntesen av bakterieproteiner och används mot ytliga hudinfektioner som impetigo eller follikulit. Det kan också användas för att bli av med meticillinresistenta S. aureus (MRSA) när det finns i näsan utan symtom. På grund av farhågor om att utveckla resistens rekommenderas inte användning i mer än tio dagar. Det används som en kräm eller salva som appliceras på huden.

## Biverkningar
Vanliga biverkningar är klåda och utslag på appliceringsstället, huvudvärk och illamående. Långtidsanvändning kan resultera i ökad tillväxt av svamp. Användning under graviditet och amning verkar vara säker. Mupirocin är kemiskt en karboxylsyra. Det fungerar genom att blockera bakteriers förmåga att framställa protein, vilket vanligtvis resulterar i bakteriedöd.

## Historik
Mupirocin isolerades initialt 1971 från Pseudomonas fluorescens. Det finns på Världshälsoorganisationens lista över essentiella läkemedel. År 2022 var det den 162:a vanligaste medicinen i USA, med mer än 3  miljoner recept. Det är tillgängligt som ett generiskt läkemedel.

## Medicinsk användning
Mupirocin används som en topisk behandling för bakteriella hudinfektioner (till exempel bölder, impetigo eller öppna sår), som vanligtvis beror på infektion av Staphylococcus aureus eller Streptococcus pyogenes. Det är också användbart vid behandling av ytliga meticillinresistenta Staphylococcus aureus (MRSA)-infektioner. Mupirocin är inaktivt för de flesta anaeroba bakterier, mykobakterier, mykoplasma, klamydia, jäst och svamp.
Intranasal mupirocin före operation är effektivt för att förebygga postoperativ sårinfektion med Staphylcoccus aureus och förebyggande intranasal eller kateterbehandling är effektivt för att minska risken för kateterinfektion hos personer som behandlas med kronisk peritonealdialys.

## Verkningsmekanism
Pseudomonsyra (mupirocin) hämmar isoleucin-tRNA-ligas i bakterier, vilket leder till utarmning av isoleucyl-tRNA och ackumulering av motsvarande oladdade tRNA. Utarmning av isoleucyl-tRNA resulterar i hämning av proteinsyntesen. Den oladdade formen av tRNA binder till aminoacyl-tRNA-bindningsstället i ribosomer, vilket utlöser bildningen av (p)ppGpp, vilket i sin tur hämmar RNA-syntes. Den kombinerade hämningen av proteinsyntes och RNA-syntes resulterar i bakteriostas. Denna verkningsmekanism delas med furanomycin, en analog av isoleucin.
Hämning av tRNA-ligas/syntas orsakas av den strukturella likheten mellan molekylens monsyra-"huvud"-del och isoleucyladenylat (Ile-AMS). Den unika "svansen" av 9-hydroxynonansyra omsluter enzymet och stabiliserar komplexet ytterligare och håller fast den katalytiska delen. Mupirocin kan binda till bakteriella och arkeala versioner av enzymet, men inte eukaryota versioner.